# 부산 선암사 목조아미타여래좌상 및 복장유물
부산 선암사 목조아미타여래좌상 및 복장유물(釜山 仙巖寺 木造阿彌陀如來坐像 및 服藏遺物)은 부산광역시 부산진구 부암3동, 선암사에 있는 불상 및 복장유물이다. 2008년 12월 16일 부산광역시의 유형문화재 제95호로 지정되었다.

## 개요
본 불상은 허리를 곧게 펴고 머리를 약간 숙여 결가부좌의 자세를 하고 있는 여래상이다. 머리에서 무릎아래까지 불신 전체의 내부를 깊게 파내어 조각한 목조불로서, 전체적으로 보존상태가 양호한 편이다.
양 손은 제1지와 제3지를 맞댄 채 양팔을 옆구리에 붙인 상태로, 오른팔은 팔꿈치를 접어 가슴 높이에서 손바닥이 보이도록 바깥을 향하고, 왼팔은 손바닥을 위로 하여 가슴 아래에 위치한 중품하생인의 모습이다.
복장물은 불상의 내부를 복장개부의 입구에서부터 얼굴부위까지 경전 등으로 가득 채우고 있었는데, 주로 책자형 경전과 향 등이었다. 복장물 중 고식으로 보이는 절첩식의 경전 3종이 있었는데, 이 중 2종은 불상의 조성과 관련된 발원문으로서 제작연대와 참여한 화원(畵員)의 이름이 기재되어 있어 중요한 자료이다.
선암사 목조아미타여래좌상은 양식적 특징으로 볼 때 복장유물의 중수발원문의 시기와 일치하지 않는 점이 보이나, 작품의 규모와 상태, 그 특징 등을 고려할 때 부산광역시 유형문화재로 지정·보존해야 할 것으로 판단된다.

## 참고 자료
- 부산 선암사 목조아미타여래좌상 및 복장유물 - 국가유산청 국가유산포털